# Gilson
Gilson je priimek več oseb:
- Étienne Gilson, francoski filozof
- Paul-Camille-Lucien Gilson, francoski general